# Grube Theodore
Die Grube Theodore ist eine ehemalige Buntmetallgrube im Bensberger Erzrevier in Rösrath. Sie lag südlich von Oberlüghausen.

## Geschichte
Am 25. Oktober 1856 reichte der Saturn – Rheinische Bergwerks Aktien-Verein eine Mutung auf Blei, Blende, Kupfererz und Spateisenstein ein. Die Mutung wurde am 10. Juni 1857 durch Theodor Guillery von der Bergwerksgesellschaft Saturn erneuert. Zwischen dem 23. Dezember 1857 und dem 1. Juni 1865 wurden insgesamt 15 weitere Mutungen vorgetragen. Am 23. Februar 1867 wurde über eine Verleihung verhandelt. Schließlich wurde das Bergwerk Theodore am 4. April 1867 auf Blei- und Zinkerz verliehen. Die AG für Bergbau, Blei und Zinkfabrikation zu Stolberg und in Westfalen wurde am 27. Mai 1884 neuer Eigentümer. Über Betriebstätigkeiten ist nichts bekannt.